# Perché Fricot fu messo in collegio
Perché Fricot fu messo in collegio è un cortometraggio muto italiano diretto da Marcel Fabre e interpretato da Ernesto Vaser. Fu uno dei primi film della serie comica Fricot.